# 16P/Brooks
16P/Brooks (również Brooks 2) – kometa okresowa, należąca do rodziny komet Jowisza.

## Odkrycie i nazwa
Kometę tę odkrył astronom William Robert Brooks 7 lipca 1889 roku w obserwatorium w mieście Geneva (stan Nowy Jork).
W nazwie komety znajduje się zatem nazwisko odkrywcy.

## Orbita komety
Orbita komety 16P/Brooks ma kształt wydłużonej elipsy o mimośrodzie 0,56. Jej peryhelium znajduje się w odległości 1,47 j.a., aphelium zaś 5,25 j.a. od Słońca. Jej okres obiegu wokół Słońca wynosi 6,15 roku, nachylenie do ekliptyki to wartość 4,26˚.

## Właściwości fizyczne
Jądro tej komety ma wielkość kilka lub kilkanaście km.